# Museu de Arte de Malmo
O Museu de Arte de Malmö – em sueco: Malmö konstmuseum - é um museu de arte da cidade sueca de Malmö. Foi fundado em 1841, e está localizado junto ao Castelo de Malmö (Malmöhus).
Possui cerca de 40 000 obras de arte, do século XVI até aos nossos dias, estando o seu foco na arte nórdica. Alberga importantes coleções de Carl Fredrik Hill, Barbro Bäckström, Carl Fredrik Reuterswärd, Max Walter Svanberg, Torsten Andersson e Gunnar Norrman. Há ainda a destacar uma série de obras russas.

## Galeria

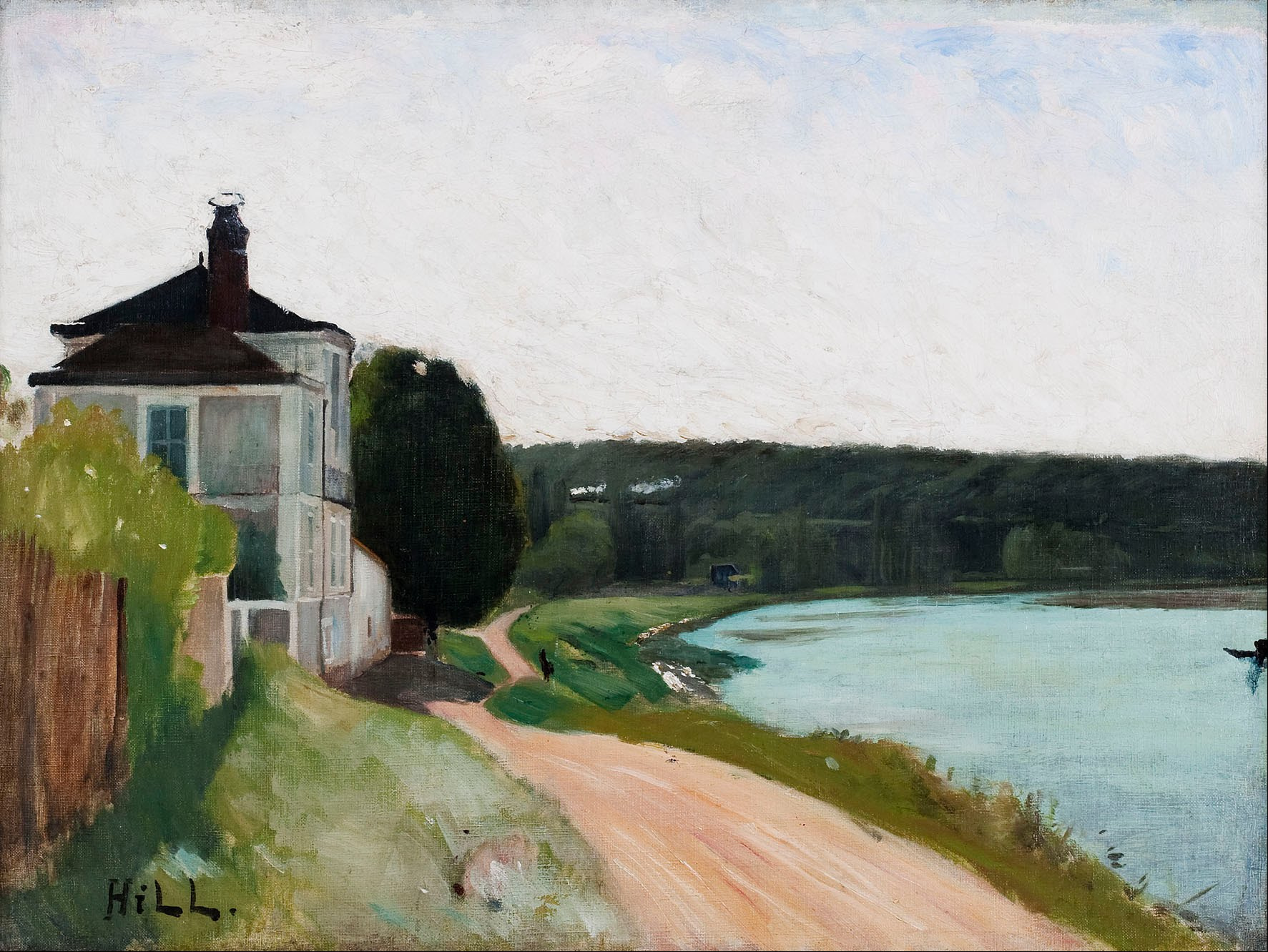
Carl Fredrik Hill, pintura de paisagem.
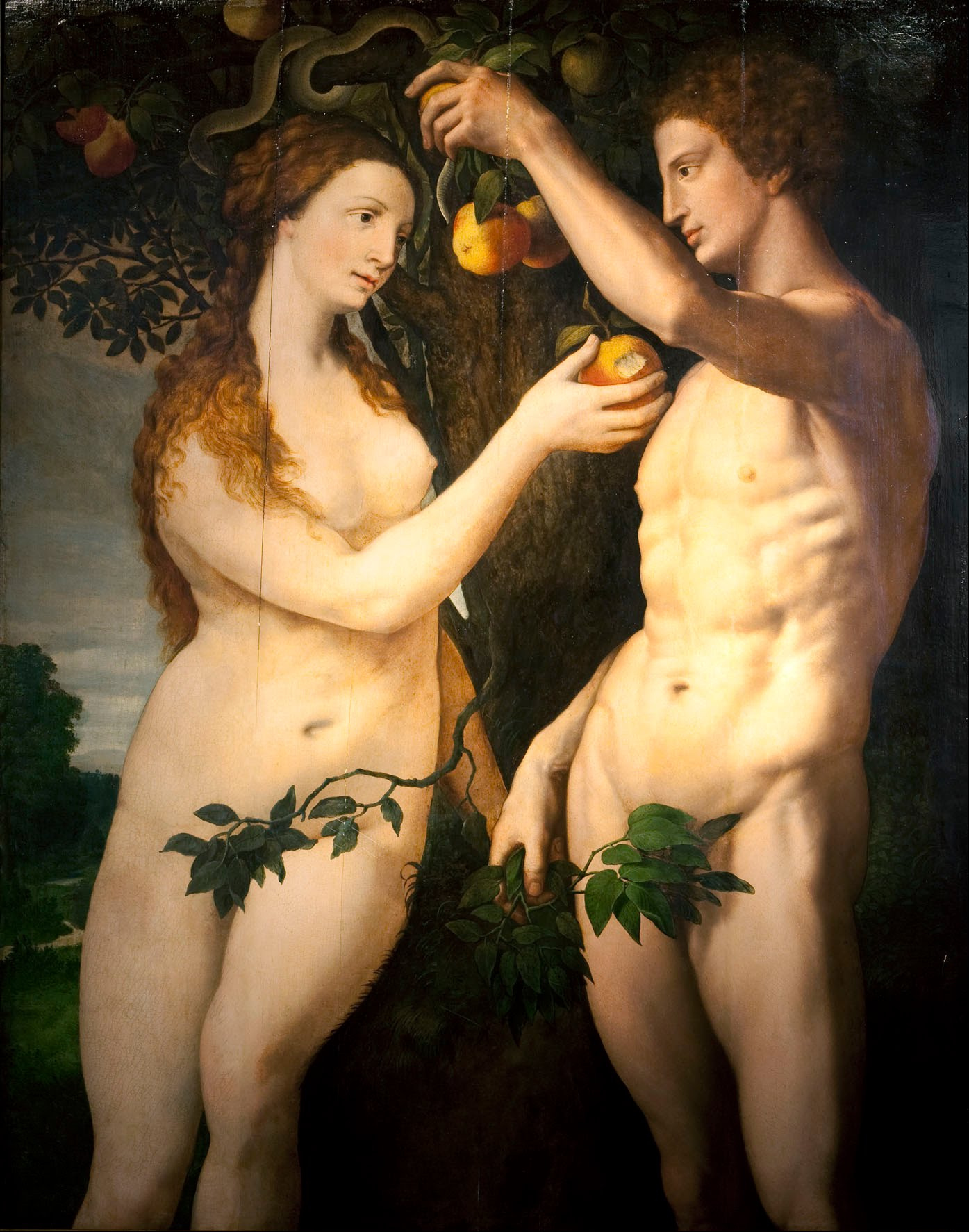
Frans Floris, The Fall of Man (ca 1560)
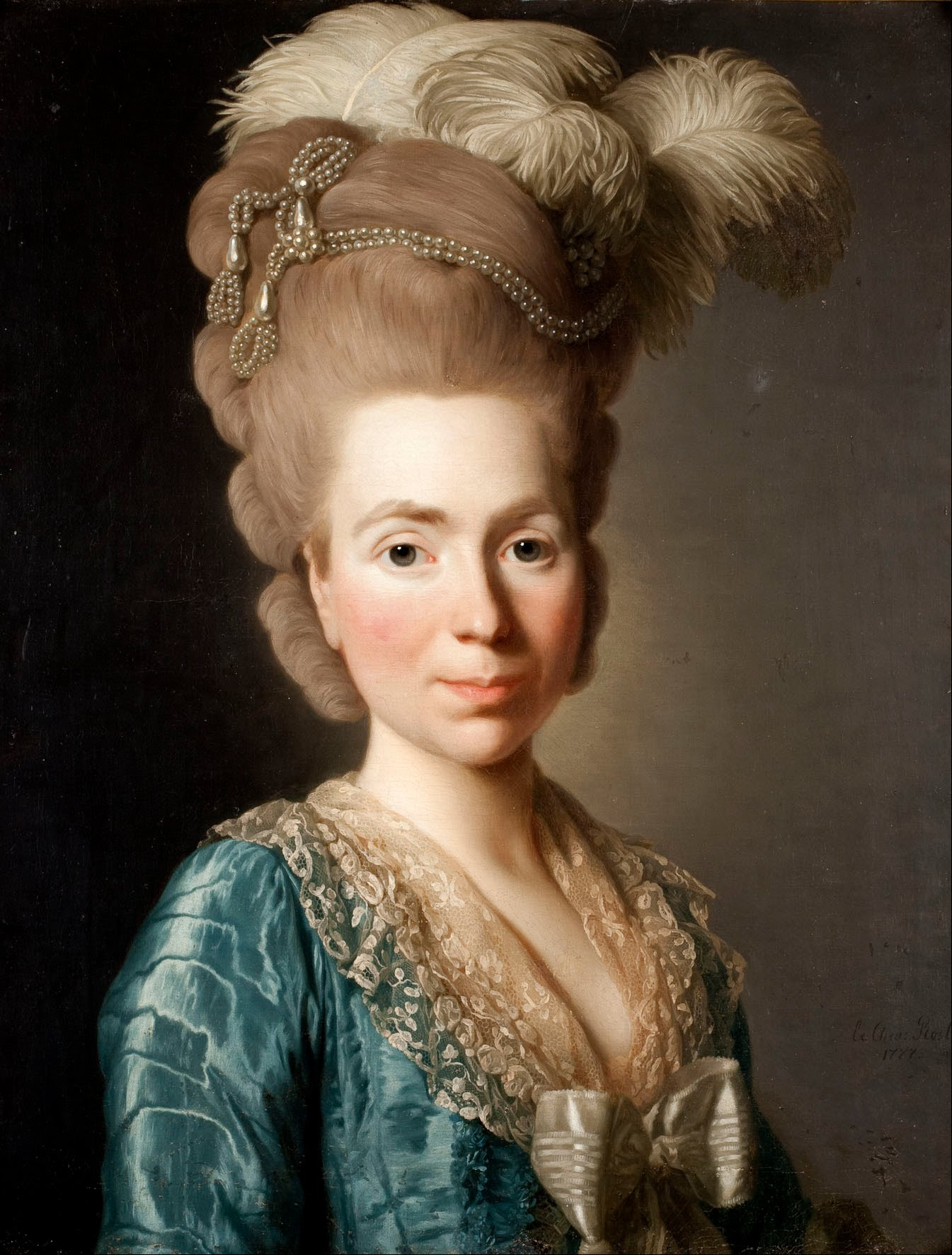
Alexander Roslin, Portrait of Princess Natalya Petrovna Galitzine (1977)
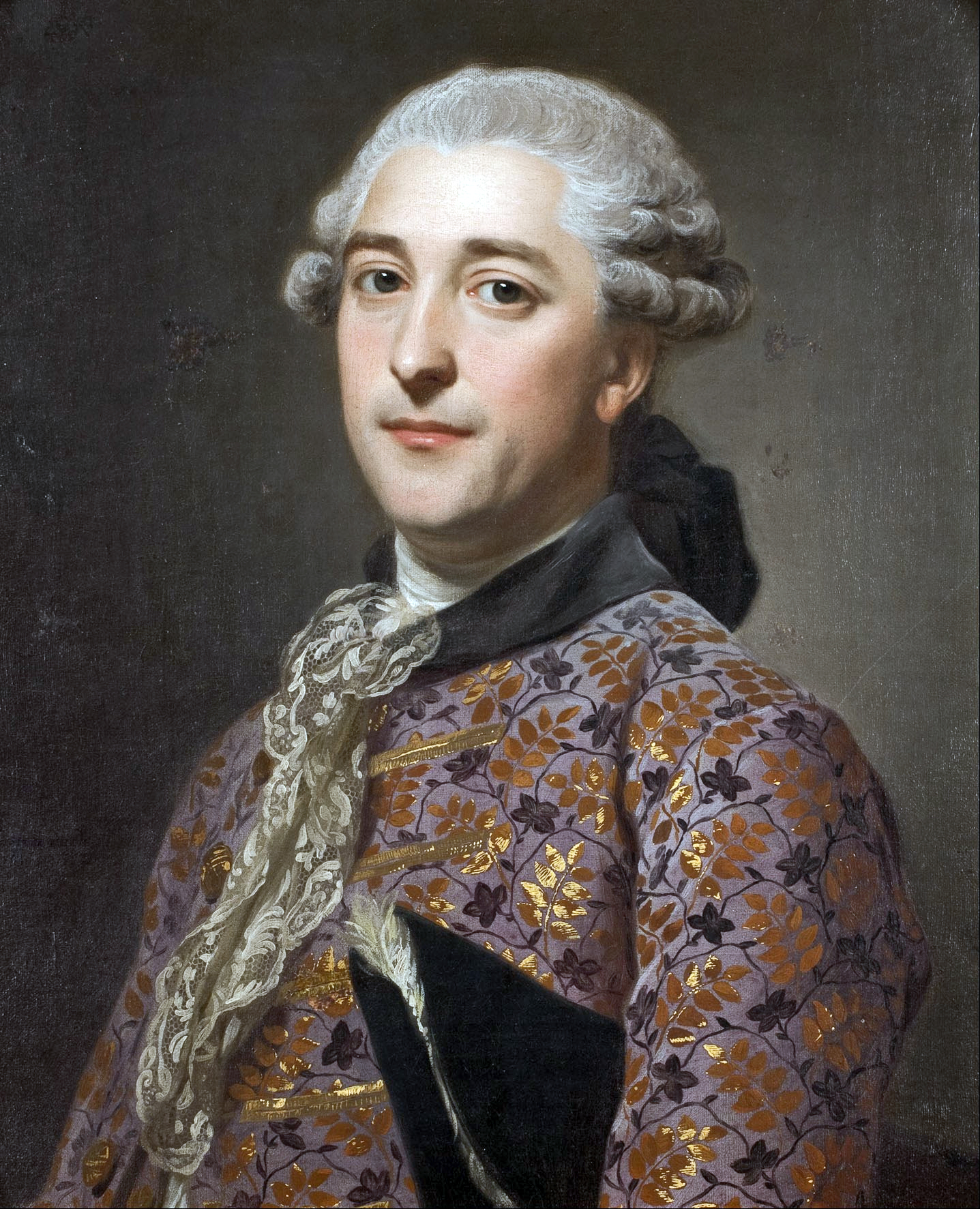
Alexander Roslin, Portrait of Prince Vladimir Golitsyn Borisovtj ( 1762)
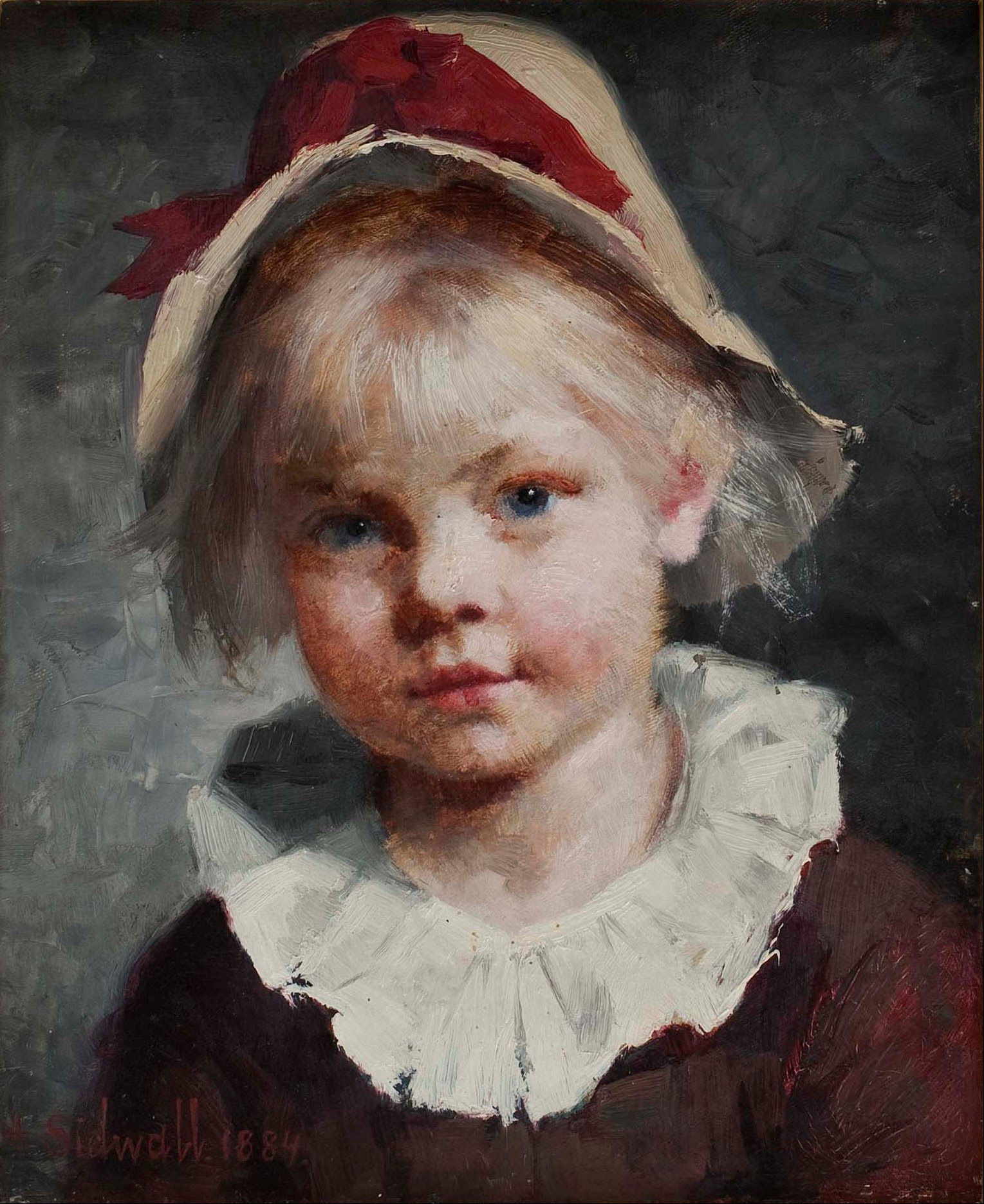
Amanda Sidvall, The thief of hearts (1884)
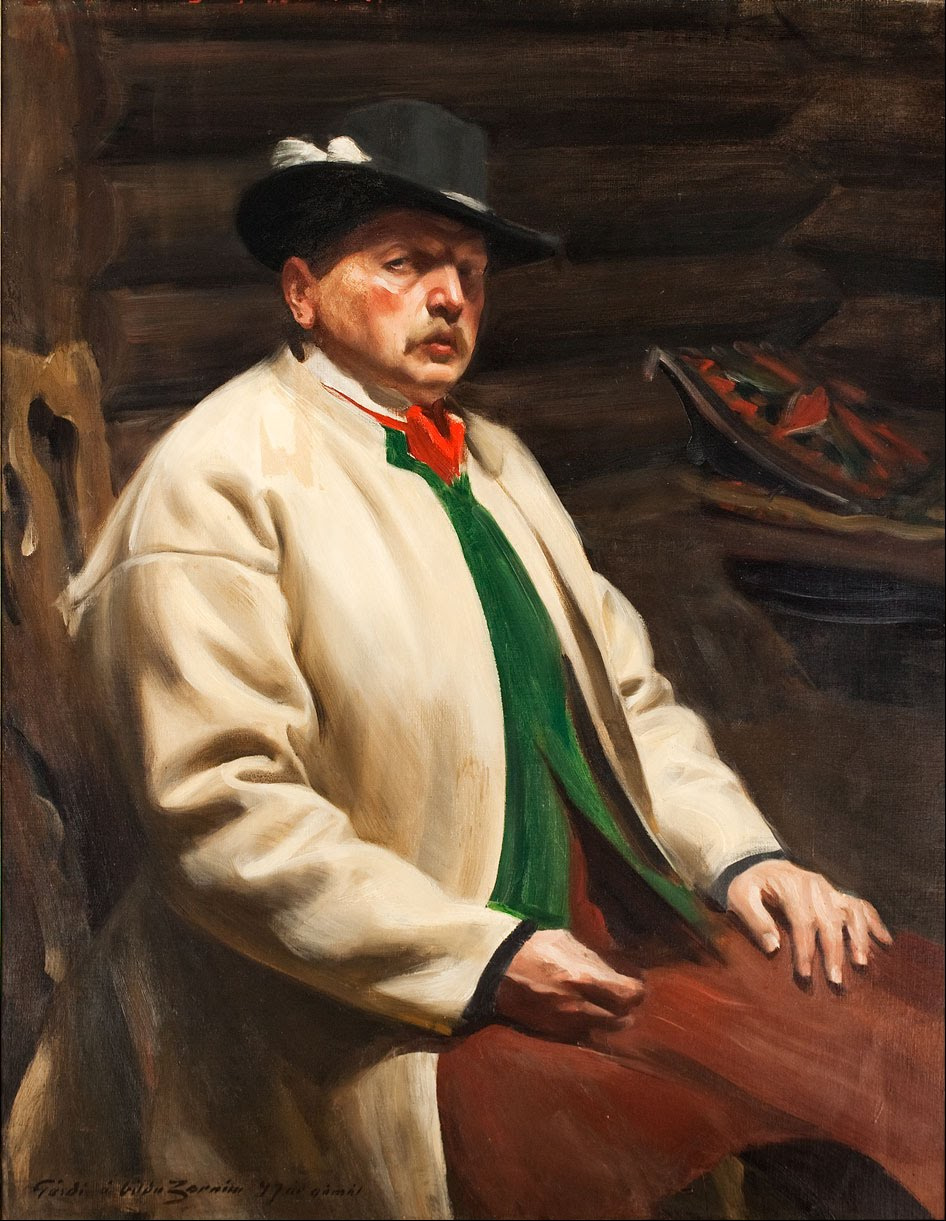
Anders Zorn, Selfportrait (1907)
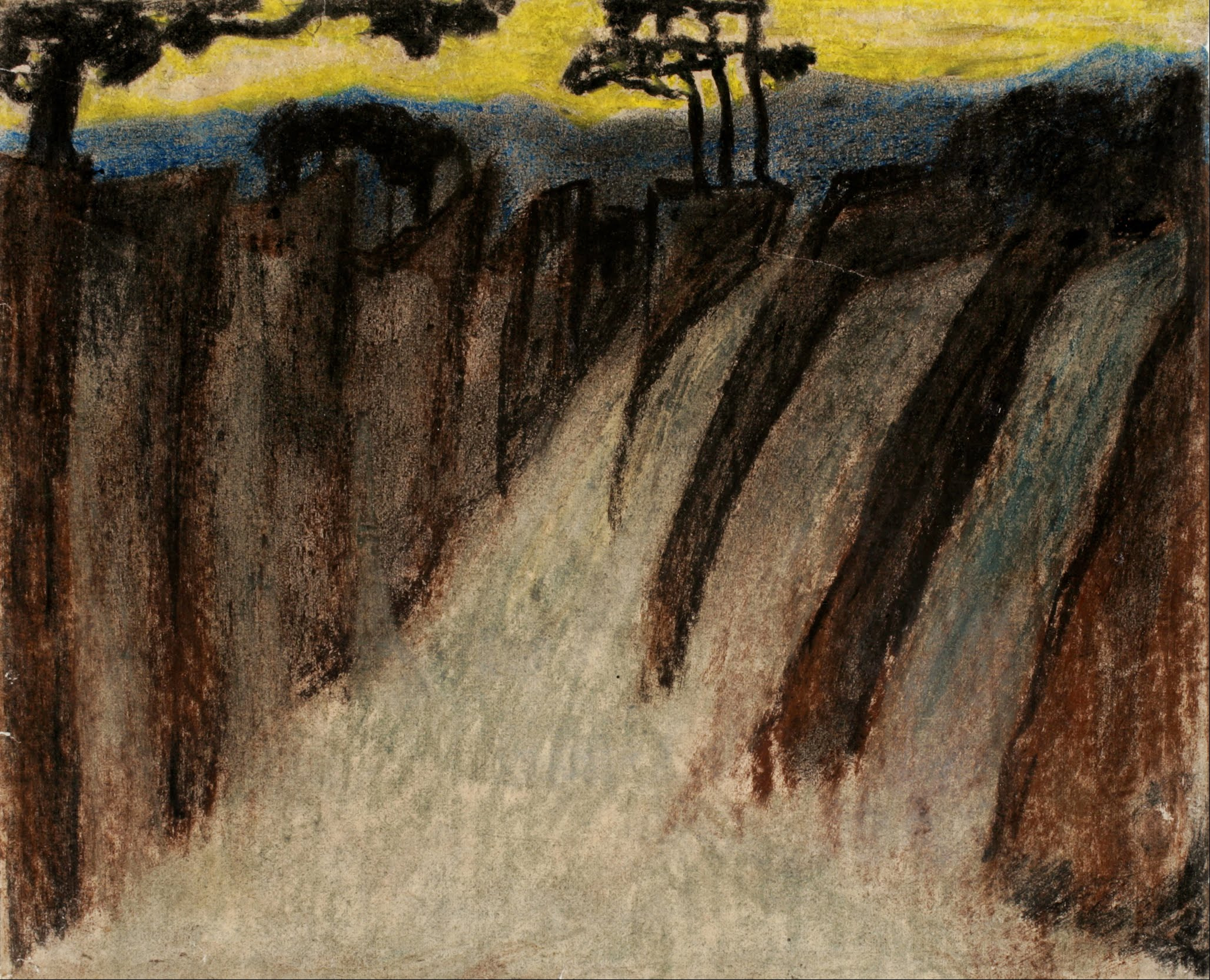
Carl Fredrik Hill, Untitled (twilight landscape)
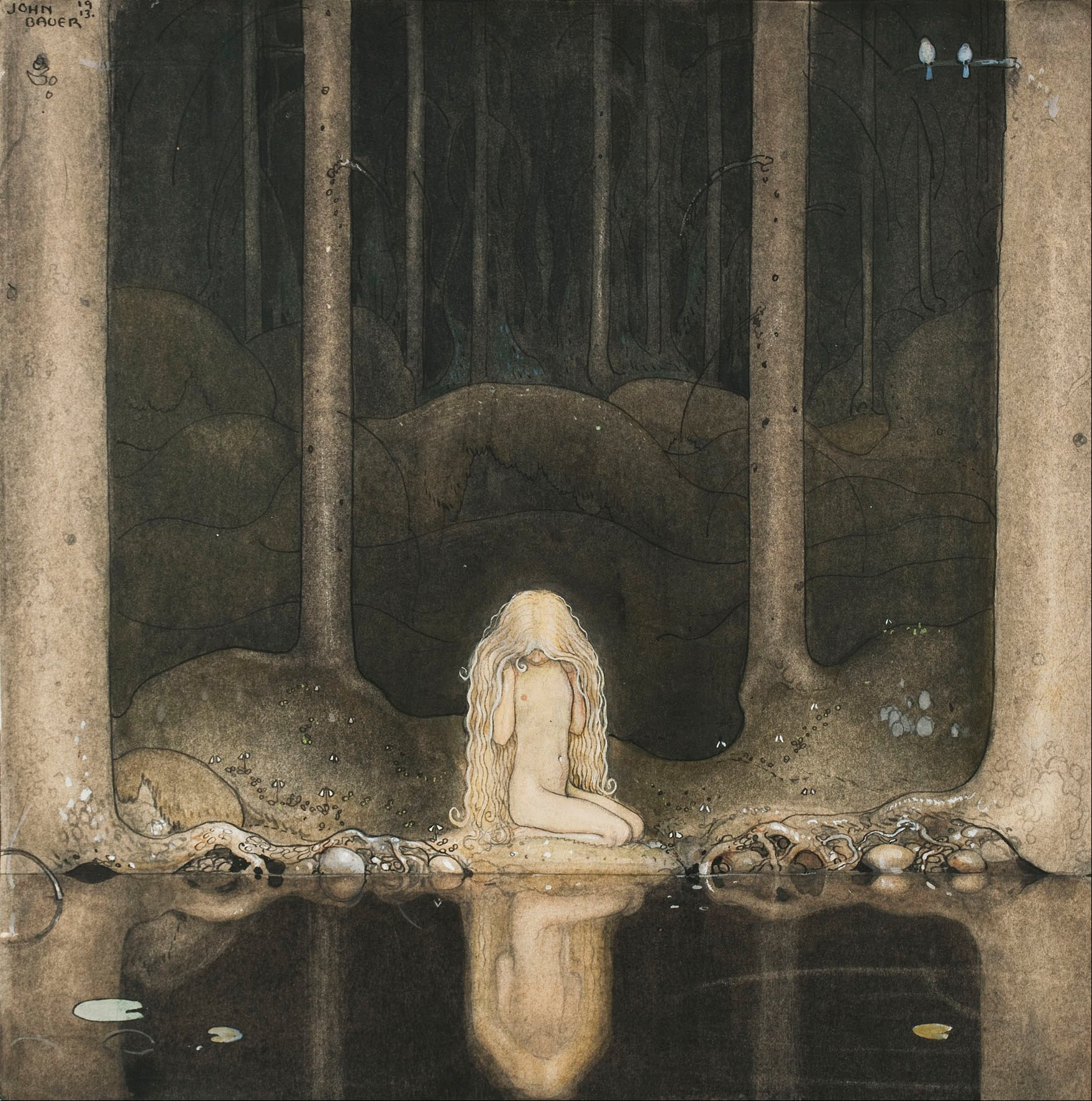
John Bauer, Tuvstarr